# Mikadono San-shimai wa Angai, Choroi.
Mikadono San-shimai wa Angai, Choroi. (帝乃三姉妹は案外、チョロい。 "Ba chị em Mikadono, ngây thơ đến không ngờ.") là một bộ manga sáng tác bởi Hirakawa Aya. Bộ truyện được đăng dài kỳ trên tạp chí Weekly Shōnen Sunday của nhà xuất bản Shogakukan từ tháng 12 năm 2021. Một bộ anime truyền hình chuyển thể do P.A. Works sản xuất, dự kiến bắt đầu phát sóng vào tháng 7 năm 2025.

## Cốt truyện
Ayase Yū, một nam sinh trung học, vừa mất đi người mẹ cũng là người thân duy nhất của mình, nữ diễn viên thiên tài Ayase Subaru. Dưới cái bóng quá lớn của mẹ, cậu cũng phải chật vật với những cái nhìn mang sự kỳ vọng từ người khác, khi bản thân chỉ là một người "bình thường".
Sau khi mẹ mất, Yū chuyển đến học tại Học viện Tài Hoa. Đây là ngôi trường danh tiếng tụ hội các thiên tài ở nhiều lĩnh vực, mà nổi tiếng nhất là "Tam đế" của học viện, là ba chị em thiên tài nhà Mikadono: nữ diễn viên nhạc kịch Kazuki, nữ võ sĩ karate Niko, và nữ kỳ thủ shogi Miwa. Cậu cũng được một người quen của mẹ nhận nuôi và chuyển đến nhà của người đó sống, mà đâu ngờ đó chính là nhà Mikadono, và người đó là bố của ba chị em thiên tài. Tại đây, Yū bắt đầu sống chung với ba chị em Kazuki, Niko và Miwa, trở thành hậu phương chăm lo và hỗ trợ cho họ. Tuy ban đầu có sự xung khắc khi ba chị em coi thường Yū vì cậu chỉ là một người "bình thường" không giống như người mẹ đã mất, nhưng khi bốn người dần trở nên thân thiết như một gia đình, ba chị em cũng bắt đầu có tình cảm với cậu.

## Nhân vật
Ayase Yū (綾世 優)
Lồng tiếng bởi: Hinata Minami
Nhân vật chính. 17 tuổi, một nam sinh trung học "bình thường" mới chuyển đến Học viện Tài Hoa. Cậu là con trai của cố nữ diễn viên thiên tài Ayase Subaru, nên thường được mọi người xung quanh kỳ vọng rằng cũng có tài năng giống mẹ, mặc dù vậy cậu không thể hiện được nhiều điều như mong đợi. Sau khi mẹ mất, cậu được nhận vào nhà Mikadono, và bắt đầu cuộc sống mới cùng ba chị em thiên tài. Đôi khi trong một khoảnh khắc, cậu vô tình thể hiện ra hình ảnh giống với người mẹ nổi tiếng của mình.
Mikadono Kazuki (帝乃 一輝)
Lồng tiếng bởi: Amami Yurina
Con gái cả của nhà Mikadono, một trong "Tam đế" của Học viện Tài Hoa và là nữ diễn viên nhạc kịch thiên tài.
Mikadono Niko (帝乃 二琥)
Lồng tiếng bởi: Koga Aoi
Con gái thứ của nhà Mikadono, một trong "Tam đế" của Học viện Tài Hoa và là nữ võ sỹ karate thiên tài.
Mikadono Miwa (帝乃 三和)
Lồng tiếng bởi: Aoyama Yoshino
Con gái út của nhà Mikadono, một trong "Tam đế" của Học viện Tài Hoa và là nữ kỳ thủ shogi thiên tài.
Ayase Subaru (綾瀬 昴)
Mẹ của Yū, một cố nữ diễn viên nổi tiếng cả trong lẫn ngoài nước. Bà được coi là thiên tài khi toàn diện về văn học, võ thuật và nghệ thuật, tốt nghiệp thủ khoa tại một trường đại học danh giá ở nước ngoài, và có thể trực tiếp thực hiện cả những pha hành động nguy hiểm. Yū luôn nhận thức được mẹ mình là  “nữ diễn viên vĩ đại”, nên đã cố gắng thể hiện bản thân, nhưng điều đó lại khiến cậu thường xuyên bị so sánh với người mẹ thiên tài của mình, dẫn đến những cảm giác thất vọng và bị những người xung quanh coi thường. Hai mẹ con cũng không thể xây dựng mối quan hệ thân thiết với nhau, khi mà bà quá bận rộn với nghiệp diễn. Để rồi sau thời giai dài lao lực, bà ngã bệnh nặng và qua đời. Trước khi mất, bà để lại cho Yū lời nhắn rằng "Con hãy xây cho mình một gia đình hạnh phúc".

## Truyền thông

### Manga
Mikadono San-shimai wa Angai, Choroi. do Hirakawa Aya sáng tác, bắt đầu được đăng tải trên tạp chí manga Weekly Shōnen Sunday của nhà xuất bản Shogakukan vào ngày 22 tháng 12 năm 2021. Shogakukan đã tập hợp các chương truyện thành các tập tankōbon riêng lẻ. Tập đầu tiên được phát hành vào ngày 17 tháng 3 năm 2022. Tính đến ngày 18 tháng 3 năm 2025, đã có tổng cộng 13 tập được phát hành.

#### Danh sách tập
| #  | Ngày phát hành tiếng Nhật | ISBN tiếng Nhật   |
| -- | ------------------------- | ----------------- |
| 1  | 17 tháng 3 năm 2022       | 978-4-09-851038-2 |
| 2  | 15 tháng 7 năm 2022       | 978-4-09-851152-5 |
| 3  | 18 tháng 10 năm 2022      | 978-4-09-851347-5 |
| 4  | 16 tháng 12 năm 2022      | 978-4-09-851490-8 |
| 5  | 16 tháng 3 năm 2023       | 978-4-09-851774-9 |
| 6  | 18 tháng 7 năm 2023       | 978-4-09-852126-5 |
| 7  | 18 tháng 10 năm 2023      | 978-4-09-852856-1 |
| 8  | 18 tháng 1 năm 2024       | 978-4-09-853076-2 |
| 9  | 17 tháng 4 năm 2024       | 978-4-09-853222-3 |
| 10 | 18 tháng 7 năm 2024       | 978-4-09-853436-4 |
| 11 | 18 tháng 10 năm 2024      | 978-4-09-853638-2 |
| 12 | 18 tháng 12 năm 2024      | 978-4-09-853810-2 |
| 13 | 18 tháng 3 năm 2025       | 978-4-09-854022-8 |

### Anime
Vào tháng 7 năm 2024, đã có thông báo rằng bộ manga sẽ được chuyển thể thành một bộ anime truyền hình do Aniplex sản xuất. Bộ anime sẽ được thực hiện bởi P.A. Works và do Matsubayashi Tadahito làm đạo diễn, Ikami Takayo đảm nhiệm kịch bản, Inoue Yūsuke phụ trách thiết kế nhân vật, và phần âm nhạc được sáng tác bởi Yokoyama Masaru. Bộ anime dự kiến sẽ phát sóng vào ngày 10 tháng 7 năm 2025 trên Tokyo MX và các kênh truyền hình khác. Bộ phim do Mighty Media cấp phếp tại thị trường Đông Nam Á, Đài Loan, Ma Cao, và Hồng Kông, đồng thời phát hành trên nền tảng iQIYI.

## Đón nhận
Tính đến tháng 7 năm 2024, bộ manga đã có hơn 1 triệu bản in được lưu hành.
Bộ truyện đã được đề cử cho Tsugi ni kuru Manga Taishō ở hạng mục bản in vào năm 2022 và xếp thứ 15; Bộ truyện tiếp tuc 5 được đề cử và xếp thứ 8 trong năm 2023. Ngoài ra, bộ truyện còn đứng thứ hai trong bảng xếp hạng “Manga được các nhà xuất bản trên toàn quốc đề cử” năm 2023.